# Ostufer Mudrowsee
Ostufer Mudrowsee este o arie protejată (sit de importanță comunitară — SCI) din Germania întinsă pe o suprafață de 8,08 ha, integral pe uscat.

## Localizare
Centrul sitului Ostufer Mudrowsee este situat la coordonatele 53°00′19″N 14°01′32″E / 53.0053°N 14.0256°E.

## Înființare
Situl Ostufer Mudrowsee a fost declarat sit de importanță comunitară în martie 2004 pentru a proteja 1 specie de plante.

## Biodiversitate
Situată în ecoregiunea continentală, aria protejată conține 2 habitate naturale: Pajiști cu Molinia pe soluri calcaroase, turboase sau argilos-nămoloase (Molinion caeruleae), Mlaștini calcaroase cu Cladium mariscus și specii de Caricion davallianae.
La baza desemnării sitului se află o specie protejată de  plante: moșișoare (Liparis loeselii).
Pe lângă speciile protejate, pe teritoriul sitului au mai fost identificate 6 specii de plante.